# Бесосси, Лукас
Лукас Агустин Бесосси (исп. Lucas Agustín Besozzi; род. 22 января 2003, Ланус, Буэнос-Айрес) — аргентинский футболист, вингер клуба «Ланус».

## Клубная карьера
Бесосси — воспитанник клуба «Ланус». 7 декабря 2020 года в матче против «Ньюэллс Олд Бойз» он дебютировал в аргентинской Примере в составе последнего. В 2021 году Лукас помог клубу выйти в финал Южноамериканского кубка. В 2022 году для получения игровой практики Бесосси на правах аренды перешёл в «Сентраль Кордова». 3 мая в матче против «Годой-Крус» он дебютировал за новую команду. По окончании аренды Лукас вернулся в «Ланус».